# Высотская, Татьяна Николаевна
Татьяна Николаевна Высотская (15 мая 1926, Рязань — 15 марта 2013) — советский, украинский и российский историк и археолог, доктор исторических наук, скифолог, специалист по позднескифской культуре Крыма.

## Биография
Родилась 15 мая 1926 года в городе Рязани в семье служащих. Окончив среднюю школу в 1944 году, поступила на исторический факультет Московского государственного университета. С 1949 года, после окончания университета, работала на карстово-спелеологической базе МГУ в посёлке Адлер Краснодарского края. В 1952 году вернулась в Рязань. Работала лектором, инструктором-методистом в Обществе по распространению политических и научных знаний.
В 1958 году поступила на работу в Отдел археологии Крыма АН УССР (Институт археологии Крыма РАН). В составе Тавро-Скифской экспедиции под руководством П. Н. Шульца участвовала в раскопках Неаполя Скифского, под руководством Е. В. Веймарна раскапывала средневековый «пещерный» город Чуфут-Кале, Перекопский вал и ров, затем работала на юго-западе Крыма. Более двадцати лет исследовала Усть-Альминское городище и его некрополь.
В 1968 году в Институте археологии АН УССР защитила кандидатскую диссертацию «Поздние скифы в Юго-Западном Крыму».
В 1990 году в Институте археологии АН СССР в Москве была защищена докторская диссертация «Поздние скифы в Крыму (история и культура)».
Умерла 15 марта 2013 года.

## Научная деятельность
Проблематика исследований была связана со скифским присутствием в Крыму в III в. до н. э. — III в. н. э. (позднескифская культура).
С 1959 по 1967 год руководила исследованиями крымского городища Алма-Кермен, в результаты чего был открыт стеклоделательный комплекс II—III вв. н. э., единственный памятник такого рода в Северном Причерноморье. Был также поставлен вопрос о римском военном присутствии в Юго-Западном Крыму. Итоги исследований были отражены в кандидатской диссертации «Поздние скифы в Юго-Западном Крыму» и монографии, единственном обобщающем исследовании в этой области.
Результаты длительной работы Тавро-скифской экспедиции обобщены в монографии «Неаполь — столица государства поздних скифов».
В докторской диссертации «Поздние скифы в Крыму (история и культура)» были суммированы научные открытия в этой области и предложена авторская концепция позднескифской культуры Крыма.
В сферу научных интересов автора входили погребальный обряд, религиозная жизнь, материальная культура, этнические проблемы позднескифской культуры, что нашло отражение в научно-популярной книге «Скифские городища» (1975).

## Основные работы
- Позднескифские городища и селища Юго-Западного Крыма // СА. 1968. № 1. С. 185—193.
- Поздние скифы в юго-западном Крыму. Киев: Наукова думка, 1972. 192 с.
- Скифские городища. Симферополь: Таврия, 1975. 95 с.
- Общественные здания Неаполя Скифского // СА. 1975. № 2. С. 48-59.
- Культы и обряды поздних скифов // ВДИ. 1976. № 3. С. 51-73.
- Торговые связи Неаполя Скифского в эллинистический период (по данным керамической эпиграфики) // ВДИ. 1978. № 4. С.72-93.
- Неаполь — столица государства поздних скифов. Киев: Наукова думка, 1979. 207 с.
- Геммы Усть-Альминского некрополя // ВДИ. 1980. № 1. С. 96-105.
- К вопросу о локализации Палакия // ВДИ. 1983. № 1. С. 111—116.
- Население и культура Крыма в первые века н. э.: сб. статей / под ред. Т. Н. Высотской. Киев: Наукова думка, 1983.
- Усть-Альминское городище и некрополь. Киев: Киевская Академия Евробизнеса, 1994. 206 с.